# David Rynkowski
David Rynkowski (* 1984 in Dresden) ist ein deutscher Fusionmusiker (Gesang, Piano, auch Keyboards, Bass, Komposition).

## Leben und Wirken
Rynkowski stammt aus einer Musikerfamilie; auch seine Brüder Clemens und Florian Rynkowski sind Musiker. Er studierte an der Hochschule für Musik und Tanz Köln Gesang und Musikproduktion. Zwischen 2006 und 2009 gehörte er zum Bundesjazzorchester, mit dem die CDs Next Generation und Calcutta Ending entstanden.
Rynkowski arbeitete als Sänger seit 2008 im Duo Da-Vitality mit Vitaliy Zolotov; gemeinsam waren sie Preisträger beim Internationalen Wettbewerb Voice & Guitar in Völklingen. 2019 gründete er die Fusionband Luciel, mit der er zwei Alben vorlegte. Als Sänger wirkte er weiterhin mit Julian & Roman Wasserfuhr (u. a. auf dem Album Running, das für seine Verkäufe den German Jazz Award erhielt), aber auch mit Bobby McFerrin.
Mit seinen Brüdern bildete Rynkowski das Kollektiv Herr Rynkowski, das die Bühnenmusik für zahlreiche Theaterinszenierungen erzeugte; auch hatte er die musikalische Leitung für die Theaterproduktion Small Town Boy. Seit 2017 produziert er Filmmusik für die Kinderserie Schloss Einstein. Als Produzent und Arrangeur arbeitete er zudem für Norah Jones.